# Илија Гојковић
Илија Гојковић (Дреновац, 2. август 1854 — Јонско море, 15. фебруар 1917) био је српски генерал и министар војни у влади Краљевине Србије, један од ретких српских генерала који је започео каријеру као обичан војник и једини генерал Српске војске који је погинуо у борби.

## Биографија
Рођен је 2. августа 1854. године у Дреновцу, селу крај Параћина. Након завршетка Крушевачке гимназије 1870. године, са 16 година, Гојковић је приступио Војсци Кнежевине Србије као добровољац. Након шест година рада као подофицир на дужностима писара, промовисан је у потпоручника пешадије, без завршене Војне академије. Учествовао је у српско-турским ратовима, где је 1876. године учествовао у борбама на Великом Извору, као командант Хомољског батаљона Народне војске, и одликован Сребрном медаљом за храброст и руским Орденом Светог Станислава са мачевима III реда. За време 1877. и 1878. године учествовао је у борбама на Грамади и ослобођењу Ниша, где је одликован Златном медаљом за храброст. Након рата, 1879. године је учествовао у гушењу арнаутске побуне у Топлици. У Српско-бугарском рату 1885. године је био командант 4. батаљона 4. пешадијског пука у бици на Сливници. Наставио је напредовање у служби, стекавши чин мајора 1889. године, потпуковника 1896. године, којом приликом је одликован Таковским крстом IV степена.
Пуковник постаје 1899. године, када добија команду Дунавске пешадијске бригаде у Дринској дивизијској области и положај начелника Економског одељења Министарства војног. У новембру 1901. године је пао у немилост краља Александра Обреновића и превремено пензионисан. Учесник је Мајског преврата 1903. године, након чега је реактивиран и постављен поново за начелника Економског одељења. Био је министар војни од 4. марта 1909. до марта 1910. године, када подноси оставку због неусвајање његовог захтева за модернизацију брдске артиљерије. Као министар, одликован је Орденом белог орла IV степена, Орденом Светог Саве II степена и руским Орденом Светог Станислава I степена.
Године 1911. је постављен за команданта Моравске дивизијске области и Моравске дивизије првог позива, коју води у балканским ратовима и истиче се у кумановској бици, где добија чин генерала и одликовање Ордена Карађорђеве звезде са мачевима IV реда. Ратни пут са Моравском дивизијом је наставио у Првом светском рату, у биткама на Церу и Колубари), где је испољио посебну храброст, бодрећи војнике у првим борбеним редовима, који су га одмила звали „нашим Чичом”. Једном приликом, био је лакше повређен када му је страдао коњ белац Ага, и на сугестију поручника Димитрија Туцовића да се склони са фронта, одговорио је да ће се повући тек „онда када се до смираја дана ова неман повуче преко валовите Дрине”. Касније је био накратко командант Ужичке и касније Тимочке војске, која је успешно бранила границе Србије од напада 1. бугарске армије, а истакла се у борбама код Качаника, и са којом се повлачио кроз Албанију, до Крфа. За време повлачења, разбољева се од тифуса у Драчу, па је упућен на лечење у Француску.
У повратку из Француске на солунски фронт, у близини Сицилије 15. фебруара 1917. године, брод Мимас, на коме се налазио Гојковић, торпедован је од стране немачке подморнице U-39, под командом Валтера Форстмана. Након евакуације војника са брода, Гојковић се коначно укрцао у чамац за спашавање. Након тога, немачка подморница је изронила и захтевала предају официра у чамцу. Гојковић је одбио да се преда речима „Српски се ђенерал никада не предаје!” и припуцао на подморницу, након чега је га је митраљез са подморнице посекао и чамац потонуо у Јонско море.
Посмртни остаци Илије Гојковића свечано су пренети и сахрањени на Новом гробљу у Београду (парцела 11, гробница 26–II), 1926. године. У знак захвалности за заслуге, споменик му је подигла држава.
Године 2023, удружење грађана Генерал Илија Гојковић, у сарадњи са борачким удружењима Параћина, је покренуло иницијативу да се подигне спомен-биста генералу у његовом родном селу Дреновцу, и да основна школа у селу понесе његово име.